# Епископ арадски Нестор
Нестор Јовановић (Фагараш, 1767—1830, Шиманд) био је епископ Арадске епархије Карловачке митрополије.

## Биографија
Рођен је 1767. године у месту Фагараш, у Трансилванији. Био је румунске националности. После преране очеве смрти сели се са мајком и две сестре у Брашов. Ту се бавио трговином до 1789. године. Тада одлази у Пожун где је 1797. године завршио је евангелистичко-лутеранску гимназију. На позив митрополита Стефана Стратимировића отишао је у Карловце где је похађао православну богословију. Затим се замонашио и остао као калуђер на Фрушкој гори. Учествовао је 1804. године као сремски калуђер у раду комисије на утврђивању околности које су довеле до прелаза православаца у унију, у Бихарском округу. 
Као монах дуго је боравио у фрушкогорском манастиру Бешеново, где је и игуман постао. Аустријске власти су 1811. године објавиле да архимандрит Нестор активно помагао да се сељачка буна у Срему 1807. године смири. Нашао се као игуман бешеновски на листи кандидата за дијецезана Епархије трансилванске. Његов избор је спречио унијатски епископ Самуил Вулкан из Великог Варадина. Други неуспех је уследио шест година касније. Након смрти арадског епископа Павла Авакумовић, покушали су Власи безуспешно да га поставе (као Румуна) за владику у Араду. Арадска епархија је тако остала упражњена између 1815-1828. године.
Јовановић је био архимандрит и игуман бездински 1824-1828. године. Затим је постао епископ Арадске епархије врло кратко, само 1828-1830. године. Српски ђаци у Пешти су 1829. године објавили оду у част четворици српских архијереја, међу којима и новог арадског владике Нестора Јовановића. Одмах по избору за владику позвао је Темишварца, иконописца Саву Петровића да га портретише.
Умро је у Шиманду у епископској резиденцији, па пренети у Арад 21. фебруара 1830. године. Прво је био сахрањен у порти арадске саборне цркве Св. Јована Крститеља, а 1861. године посмртни остаци су пренети у румунски манастир Св. Симеона Столпника у Арад-Гају.